# Берники
Берники (пол. Bierniki) — село в Польщі, у гміні Сідра Сокульського повіту Підляського воєводства.
Населення — 70 осіб (2011).
У 1975—1998 роках село належало до Білостоцького воєводства.

## Демографія
Демографічна структура станом на 31 березня 2011 року:
|          | Загалом | Допрацездатний вік | Працездатний вік | Постпрацездатний вік |
| -------- | ------- | ------------------ | ---------------- | -------------------- |
| Чоловіки | 35      | 0                  | 29               | 6                    |
| Жінки    | 35      | 1                  | 15               | 19                   |
| Разом    | 70      | 1                  | 44               | 25                   |